# Cremnocryptus montanus
Cremnocryptus montanus är en stekelart som beskrevs av Kamath 1969. Cremnocryptus montanus ingår i släktet Cremnocryptus och familjen brokparasitsteklar. Inga underarter finns listade i Catalogue of Life.